# Ражо, Пьер-Лу
Пьер-Лу Ражо (фр. Pierre-Loup Rajot; род. 9 февраля 1958, Амбер, Франция) — французский актёр.

## Биография
Пьер-Лу Ражо родился 9 февраля 1958 в коммуне Амбер, департамент Пюи-де-Дом, Франция. После изучения экологической инженерии в университете Жюсси он был учеником Фрэнсиса Юстера в актёрской школе Курсы Флоран в Париже и посещал театральные курсы Патриса Шеро в Театре Нантер-Амондьи в Нантере, где Шеро поставил Ражо в качестве одного из актёров в четырёх пьесах Шекспира. 
Пьер-Лу Ражо дебютировал в кино в 1982 году, снявшись в фильме режиссера Мориса Пиала «За наших любимых», где его партнершей была Сандрин Боннер. В 1985 году за актерскую игру в фильме «Воспоминания, воспоминания» Ариэля Зейтуна был отмечен премией «Сезар» как «Самый перспективный актёр». 
Ражо также снялся в ряде французских телевизионных фильмов и сериалов. Самой известной его работой на телевидение является главная роль Гуго Шалонье в криминальном сериале канала TF1 «RIS Научная полиция», которую он играл с 2005 по 2010 годы. 
Ражо работает также как режиссер, продюсер и сценарист. 

## Личная жизнь
Пьер-Лу Ражо женат на актрисе Селин Ражо (до замужества Гиньяр). Супруги имеют троих детей: Матиса, Альму и Орфео.

## Награды
| Год            | Категория/Награда         | Фильм                      | Результат | Результат |
| -------------- | ------------------------- | -------------------------- | --------- | --------- |
| Премия «Сезар» |                           |                            |           |           |
| 1985           | Самый перспективный актёр | Воспоминания, воспоминания | Победа    |           |